# 69. Tony-gála
A 69. Tony-gála a 2014/2015-ös szezon legjobb Broadway színházi alakításait értékelte. A díjátadót 2015. június 7-én tartották a New York-i Radio City Music Hallban, a műsor házigazdái Kristin Chenoweth és Alan Cumming voltak. A ceremóniát a CBS televízióadó közvetítette élőben, a jelöltek listáját Mary-Louise Parker és Bruce Willis jelentette be 2015. április 28-án.

## Győztesek és jelöltek
A nyertesek félkövérrel jelölve.
| Legjobb színdarab | Legjobb musical |
| --- | --- |
| - A kutya különös esete az éjszakában – Simon Stephens - Kitaszított – Ayad Akhtar - Hand to God – Robert Askins - Wolf Hall Parts One & Two – Mike Poulton | - Fun Home - Egy amerikai Párizsban - Valami bűzlik - Az öreg hölgy látogatása |
| Legjobb színdarab újra a színpadon | Legjobb musical újra a színpadon |
| - Holdvilág - Az elefántember - This Is Our Youth - Így élni jó | - The King and I - On the Town - On the Twentieth Century |
| Legjobb férfi főszereplő színdarabban | Legjobb női főszereplő színdarabban |
| - Alex Sharp – A kutya különös esete az éjszakában (Christopher Boone) - Steven Boyer – Hand to God (Jason/Tyrone) - Bradley Cooper – Az elefántember (John Merrick) - Ben Miles – Wolf Hall Parts One & Two (Thomas Cromwell) - Bill Nighy – Holdvilág (Tom Sergeant)                                             | - Helen Mirren – Audiencia (II. Erzsébet brit királynő) - Geneva Carr – Hand to God (Margery) - Elisabeth Moss – The Heidi Chronicles (Heidi Holland) - Carey Mulligan – Holdvilág (Kyra Hollis) - Ruth Wilson – Csillagképek (Marianne)                                       |
| Legjobb férfi főszereplő musicalben | Legjobb női főszereplő musicalben |
| - Michael Cerveris – Fun Home (Bruce Bechdel) - Robert Fairchild – Egy amerikai Párizsban (Jerry Mulligan) - Brian d'Arcy James – Valami bűzlik (Nick Bottom) - Vatanabe Ken – The King and I (Sziám királya) - Tony Yazbeck – On the Town (Gabey)                                                                 | - Kelli O'Hara – The King and I (Anna Leonowens) - Kristin Chenoweth – On the Twentieth Century (Lily Garland) - Leanne Cope – Egy amerikai Párizsban (Lise Dassin) - Beth Malone – Fun Home (Alison Bechdel) - Chita Rivera – Az öreg hölgy látogatása (Claire Zachannassian) |
| Legjobb férfi mellékszereplő színdarabban | Legjobb női mellékszereplő színdarabban |
| - Richard McCabe – Audiencia (Harold Wilson) - Matthew Beard – Holdvilág (Edward Sergeant) - K. Todd Freeman – Airline Highway (Sissy Na Na) - Alessandro Nivola – Az elefántember (Frederick Treves) - Nathaniel Parker – Wolf Hall Parts One & Two (VIII. Henrik) - Micah Stock – It's Only a Play (Gus P. Head) | - Annaleigh Ashford – Így élni jó (Essie Carmichael) - Patricia Clarkson – Az elefántember (Madge Kendal) - Lydia Leonard – Wolf Hall Parts One & Two (Boleyn Anna) - Sarah Stiles – Hand to God (Jessica) - Julie White – Airline Highway (Tanya)                             |
| Legjobb férfi mellékszereplő musicalben | Legjobb női mellékszereplő musicalben |
| - Christian Borle – Valami bűzlik (William Shakespeare) - Andy Karl – On the Twentieth Century (Bruce Granit) - Brad Oscar – Valami bűzlik (Nostradamus) - Brandon Uranowitz – Egy amerikai Párizsban (Adam Hochberg) - Max von Essen – Egy amerikai Párizsban (Henri Baurel)                                      | - Ruthie Ann Miles – The King and I (Lady Thiang) - Victoria Clark – Gigi (Mamita) - Judy Kuhn – Fun Home (Helen Bechdel) - Sydney Lucas – Fun Home (Small Alison) - Emily Skeggs – Fun Home (Medium Alison)                                                                   |
| Legjobb szövegkönyv musicalben | Legjobb eredeti zene |
| - Fun Home – Lisa Kron - Egy amerikai Párizsban – Craig Lucas - Valami bűzlik – Karey Kirkpatrick, John O'Farrell - Az öreg hölgy látogatása – Terrence McNally | - Fun Home – Jeanine Tesori (zene), Lisa Kron (dalszöveg) - The Last Ship – Sting (zene és dalszöveg) - Valami bűzlik – Wayne Kirkpatrick, Karey Kirkpatrick (zene és dalszöveg) - Az öreg hölgy látogatása – John Kander (zene), Fred Ebb (dalszöveg)                         |
| Legjobb díszlettervezés színdarabban | Legjobb díszlettervezés musicalben |
| - Bunny Christie, Finn Ross – A kutya különös esete az éjszakában - Bob Crowley – Holdvilág - Christopher Oram – Wolf Hall Parts One & Two - David Rockwell – Így élni jó | - Bob Crowley, 59 Productions – Egy amerikai Párizsban - David Rockwell – On the Twentieth Century - Michael Yeargan – The King and I - David Zinn – Fun Home |
| Legjobb jelmeztervezés színdarabban | Legjobb jelmeztervezés musicalben |
| - Christopher Oram – Wolf Hall Parts One & Two - Bob Crowley – Audiencia - Jane Greenwood – Így élni jó - David Zinn – Airline Highway | - Catherine Zuber – The King and I - Gregg Barnes – Valami bűzlik - Bob Crowley – Egy amerikai Párizsban - William Ivey Long – On the Twentieth Century |
| Legjobb látványtervezés színdarabban | Legjobb látványtervezés musicalben |
| - Paule Constable – A kutya különös esete az éjszakában - Paule Constable, David Plater – Wolf Hall Parts One & Two - Natasha Katz – Holdvilág - Japhy Weideman – Airline Highway | - Natasha Katz – Egy amerikai Párizsban - Donald Holder – The King and I - Ben Stanton – Fun Home - Japhy Weideman – Az öreg hölgy látogatása |
| Legjobb színdarabrendező | Legjobb musicalrendező |
| - Marianne Elliott – A kutya különös esete az éjszakában - Stephen Daldry – Holdvilág - Scott Ellis – Így élni jó - Jeremy Herrin – Wolf Hall Parts One & Two - Moritz von Stuelpnagel – Hand to God | - Sam Gold – Fun Home - Casey Nicholaw – Valami bűzlik - John Rando – On the Town - Bartlett Sher – The King and I - Christopher Wheeldon – Egy amerikai Párizsban |
| Legjobb koreográfia | Legjobb zenekar |
| - Christopher Wheeldon – Egy amerikai Párizsban - Joshua Bergasse – On the Town - Christopher Gattelli – The King and I - Scott Graham, Steven Hoggett – A kutya különös esete az éjszakában - Casey Nicholaw – Valami bűzlik                                                                                      | - Christopher Austin, Don Sebesky, Bill Elliot – Egy amerikai Párizsban - John Clancy – Fun Home - Larry Hochman – Valami bűzlik - Rob Mathes – The Last Ship |

### Különdíjak
- A legjobb körzeti színház: Cleveland Play House
- Színházi életműdíj: Tommy Tune
- Isabelle Stevenson-díj: Stephen Schwartz
- Tiszteletbeli Tony-díj kiválló színházi teljesítményért: Adrian Bryan-Brown, Gene O'Donovan, Arnold Abramson
- Tony-különdíj: John Cameron Mitchell – Hedwig and the Angry Inch

## In Memoriam
A gála "in memoriam" szegmense az alábbi, 2014-ben/2015-ben elhunyt személyekről emlékezett meg:
- Jayne Meadows Allen
- Lauren Bacall
- Polly Bergen
- Bunny Briggs
- Stanley Chase
- B.J. Crosby
- Ruby Dee
- Eugene Louis 'Luigi' Faccuito
- James Garner
- Gerry Goffin
- Carole L. Haber
- Joseph P. Harris
- Edward Herrmann
- Geoffrey Holder
- Louis Jourdan
- Charles Keating
- Robert H. Livingston
- Brian Macdonald
- Geraldine McEwan
- Anne Meara
- Barry Moss
- Rosemary Murphy
- Peter Neufeld
- Mike Nichols
- Leonard Nimoy
- Joan Rivers
- Mary Rodgers
- Julius Rudel
- Donald Saddler
- Herb Schapiro
- Gene Saks
- Richard Seader
- Donald Sinden
- Elaine Stritch
- Marian Seldes
- Andrea "Spook" Testani
- Jay Thompson
- Voytek
- Eli Wallach
- Robin Williams
- Elizabeth Wilson
- Julie Wilson

## Előadott számok
- Egy amerikai Párizsban
- The King and I
- On the Town
- On the Twentieth Century
- Az öreg hölgy látogatása
- Fun Home
- Valami bűzlik
- It Shoulda Been You
- Finding Neverland
- Gigi.[3][4]

## Műsorvezetők
A gálán az alábbi műsorvezetők működtek közre:
- Jason Alexander
- Rose Byrne
- Bobby Cannavale
- Anna Chlumsky
- Bradley Cooper
- Harry Connick, Jr.
- Misty Copeland
- Bryan Cranston
- Larry David
- Taye Diggs
- Sutton Foster
- Jennifer Grey
- Joel Grey
- Neil Patrick Harris
- Marg Helgenberger
- Dulé Hill
- Nick Jonas
- Kiesza
- Judith Light
- Jennifer Lopez
- Patina Miller
- Joe Manganiello
- Debra Messing
- Jennifer Nettles
- Jim Parsons
- Bernadette Peters
- David Hyde Pierce
- Phylicia Rashad
- Thomas Sadoski
- Taylor Schilling
- Amanda Seyfried
- Sting
- Corey Stoll
- Kiefer Sutherland
- Ashley Tisdale
- Tommy Tune
- Rita Wilson

## Fordítás
- Ez a szócikk részben vagy egészben  a(z)   69th Tony Awards című angol Wikipédia-szócikk fordításán alapul.  Az eredeti cikk szerkesztőit annak laptörténete sorolja fel. Ez a jelzés csupán a megfogalmazás eredetét és a szerzői jogokat jelzi, nem szolgál a cikkben szereplő információk forrásmegjelöléseként.